# Cmentarz wojenny nr 124 – Mszanka
Cmentarz wojenny nr 124 – Mszanka – żołnierskie miejsce pochówku z czasów I wojny światowej zlokalizowane w Moszczenicy w województwie małopolskim, w powiecie gorlickim, w gminie Moszczenica. Jeden z ponad 400 zachodniogalicyjskich cmentarzy wojennych zbudowanych przez Oddział Grobów Wojennych C. i K. Komendantury Wojskowej w Krakowie. W IV okręgu Łużna cmentarzy tych jest 27.
Cmentarz znajduje się na skraju lasu przy drodze wojewódzkiej nr 997 w południowej części miejscowości Moszczenica w powiecie gorlickim województwa małopolskiego.
W niektórych opracowaniach błędnie podaje się, że znajduje on się w miejscowości Mszanka (granica pomiędzy Moszczenicą a Mszanką przebiega nieopodal cmentarza). Taka informacja jest w rejestrze zabytków WUOZ w Krakowie. Pomyłki wynikają z faktu, że w ewidencji cesarskiej i królewskiej Armii figuruje jako 124 Mszanka.

## Opis cmentarza
Cmentarz na planie prostokąta zaprojektował Hans Mayr. Ogrodzony jest kamiennymi słupkami połączonymi drewnianym płotem (boki i tył) lub trzema żelaznymi rurami (od strony wejścia). U wejścia znajduje się kamienna brama z drewnianymi wrotami. Nad cmentarzem góruje wysoki drewniany krzyż, ustawiony na kamiennym cokole, znajdujący się pośrodku założenia. Groby rozlokowane są rzędowo. Mają one formę małych steli, na których umieszczone są żeliwne tablice inskrypcyjne. Pola grobowe zatarte. Współczesny wygląd cmentarza odbiega od pierwotnego.
Cmentarz po remoncie, w dobrym stanie.

## Pochowani
W 55 grobach zbiorowych i 44 pojedynczych pochowano 167 żołnierzy z armii niemieckiej i 494 z armii rosyjskiej. Polegli oni głównie w 1915 w czasie bitwy pod Gorlicami.

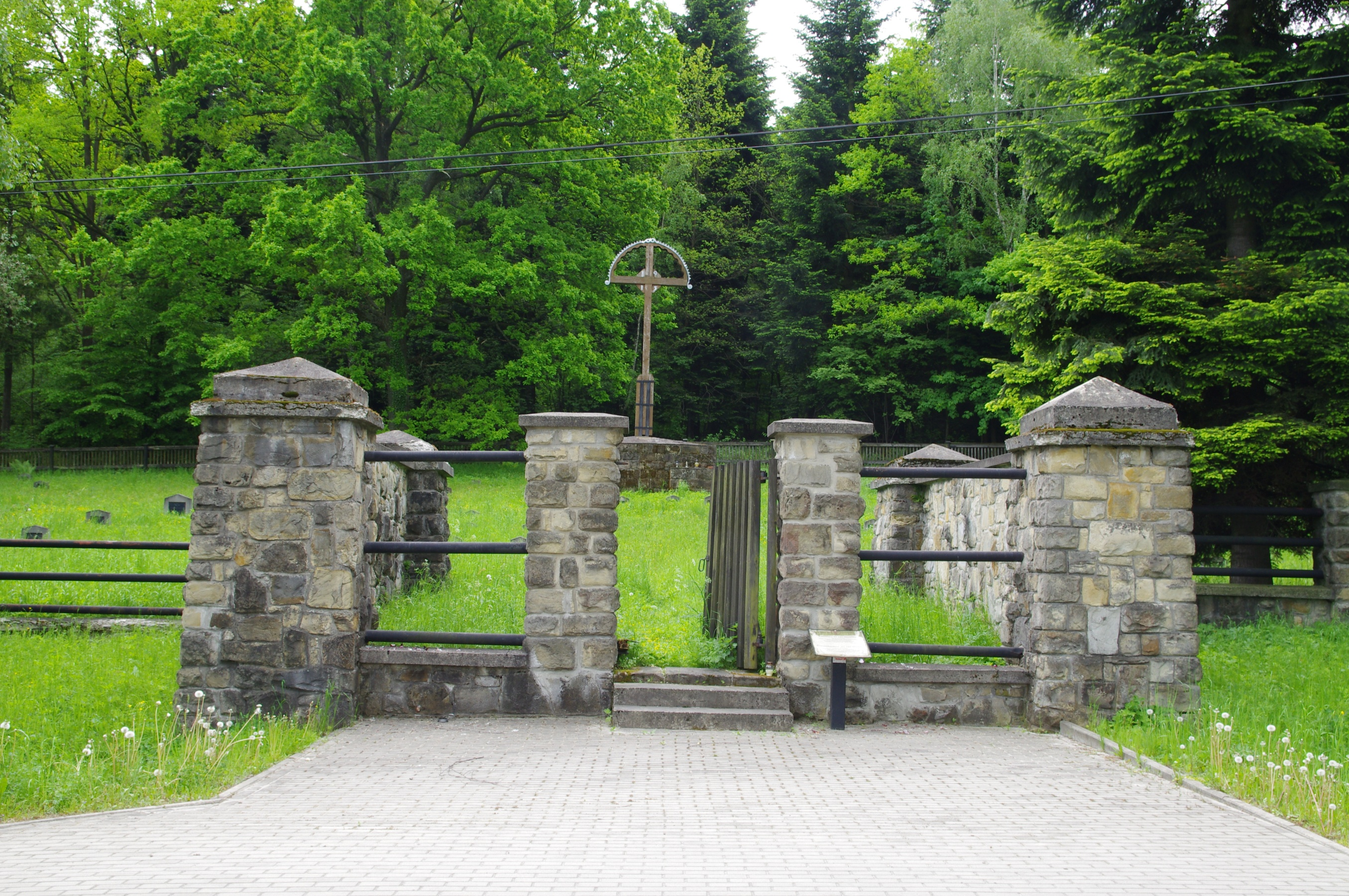
Bramka
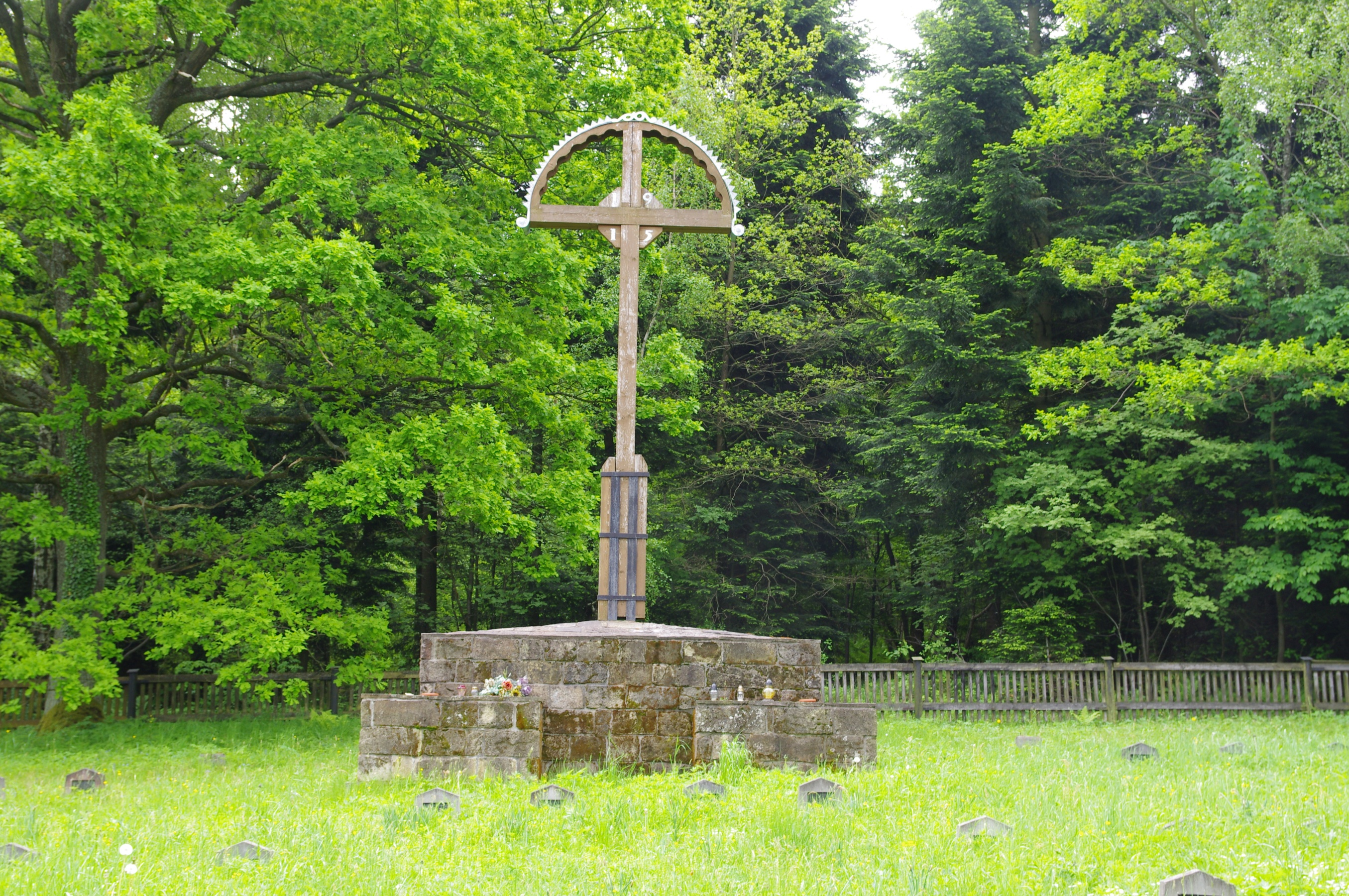
Pomnik
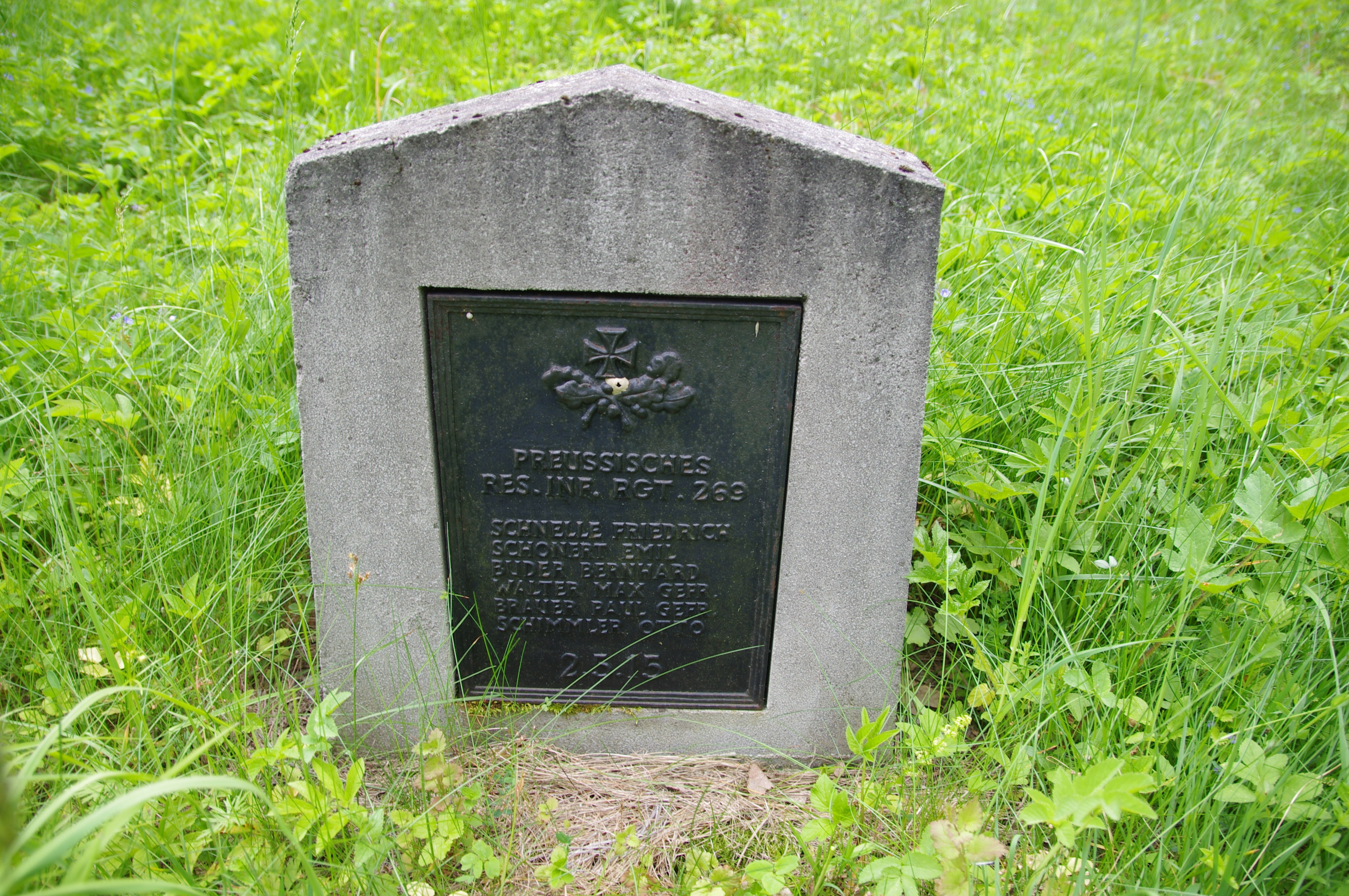
Stela